# 歯医者 (ドウの絵画)
『歯医者』（はいしゃ、独: Der Zahnarzt、英: The Dentist）は、17世紀オランダ黄金時代の画家ヘラルト・ドウが1672年に板上に油彩で制作した風俗画である。画面下部中央に「GDOV 1672」という画家の署名と制作年が記されている。アウグスト2世 (ポーランド王) のためにル・ルー (Le Leu) とスロッツ (Slodtz) により1754年に購入され、現在、ドレスデンのアルテ・マイスター絵画館に所蔵されている。

## 作品
この絵画は、ドウが一般的なものとした「壁龕画」の形式で描かれている。壁龕画とは石の窓枠に場面が設定された絵画で、レイデンのフェインスヒルデル (精緻派)の画家たちも構図上の形式として広く取り入れている。

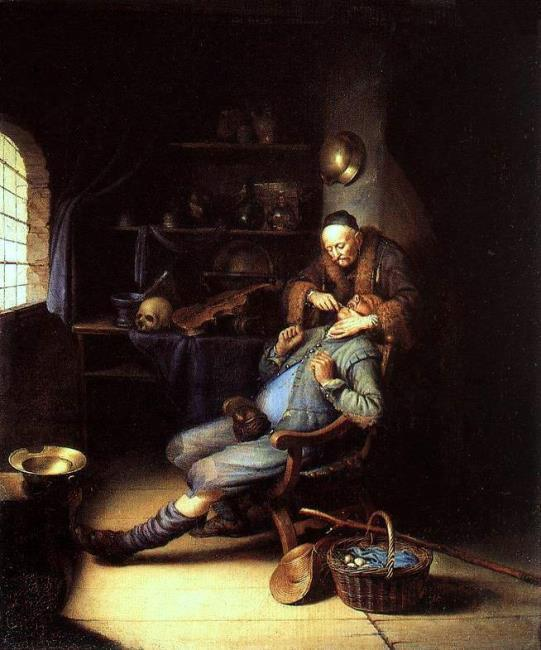
ヘラルト・ドウ『歯を抜く男』(1672年)、ルーヴル美術館、パリ

本作の画面では、キツネの毛皮の帽子を被った初老の男性が抜いたばかりの歯を持ち上げており、その手が構図の中心となっている。少年は、あまりの痛さに顔をしかめながら歯を抜かれた部分を指で押さえている。2人は、まるで赤いカーテンを両側に引いた舞台の上で芝居をしているようである。歯科医と思われる男性は、この抜いた歯と自身の技術の両方を宣伝しているように見える。
オランダ絵画において、歯科医は、本作の画面に登場する髭剃り用の皿、酒瓶、「医療」用の道具を入れる木箱が示すように、多くの専門技術を持つ偽医者として描かれる。歯を治療する場面は五感のうちの触覚を表現することもあるが、おそらく偽医者の詐欺行為に言及している。ドウは、本作と同じテーマの『歯を抜く男』 (ルーヴル美術館、パリ) を描いており、そこでは歯を抜く男は詐欺師として表されている
窓枠に置かれた書類は、ルーメル・フィッセルの寓意図像集『寓意人形』にあるように、「印章は信頼を与える」というエンブレムを想起させる。そのエンブレムに添えられた文章は、公式なもののように見える書類が純粋な人を容易く騙すことを示唆しており、明確な警告となっている。